# シェーン・グールド
シェーン・エリザベス・グールド（英: Shane Elizabeth Gould、1956年11月23日 - ）は、オーストラリアの競泳選手。

## 経歴
メルボルンオリンピックの開会式翌日にシドニーで生まれた。18ヶ月のとき家族ともどもフィジーに移り、6歳で水泳を始めた。メルボルンの聖ピーターズルーテル学院大学に通った（そのスポーツセンターは後に彼女にちなんで改名された）。フォーブス・カーライルとウルスラ・カーライル、そしてアシスタントのトム・グリーンから指導を受けた。
1972年のミュンヘンオリンピックでは3種目で世界新記録のタイムで金を獲得、さらに銀と銅も1つずつ獲得した。16歳で引退。同じ大会で100mから1500mまでの自由形種目すべてで世界記録を更新した史上唯一の人物で、さらに1度のオリンピックで3度も世界記録を更新した唯一の人物でもある。
2000年のシドニーオリンピックでは開会式で聖火ランナーを担当した。
現在はシドニーとタスマニア州ローンセストンを往復する生活をしている。今でも水泳は続けており、マスターズ競技大会に出場している。

## 受賞歴
- 1971年 世界のベストスポーツウーマン
- 1971年 ABC 今年のスポーツウーマン
- 1972年 ABC 今年のスポーツウーマン
- 1972年 今年のオーストラリア人
- 1981年 大英帝国勲章（MBE）
- 1994年 オリンピック勲章
- 1995年 オーストラリアスポーツ界の伝説
- 2000年 オーストラリアスポーツ勲章
- 2001年 センテナリー勲章